# Knyk
Knyk är en ort i Tjeckien.   Den ligger i regionen Vysočina, i den centrala delen av landet, 100 km sydost om huvudstaden Prag. Knyk ligger 498 meter över havet och antalet invånare är 333.
Terrängen runt Knyk är platt. Runt Knyk är det ganska tätbefolkat, med 52 invånare per kvadratkilometer. Närmaste större samhälle är Havlíčkův Brod, 4,3 km söder om Knyk. Omgivningarna runt Knyk är en mosaik av jordbruksmark och naturlig växtlighet.